# Burg Splügen
Die Ruine der ehemaligen Burg Splügen liegt östlich des Dorfes Splügen im Rheinwald im schweizerischen Kanton Graubünden. Sie ist die einzige Burganlage des Tales.

## Lage
Die Ruine der Höhenburg liegt bei 1518 m ü. M. einen knappen Kilometer östlich des Dorfes auf einem kleinen Hügel unterhalb der ehemaligen Talstrasse, die von der Viamala über den Splügen- und den San-Bernardino-Pass führte. Sie ist vom Dorf aus in zehn Minuten zu Fuss auf einem Strässchen gut erreichbar. Eine Anfahrt mit dem Auto ist nicht möglich.

## Anlage

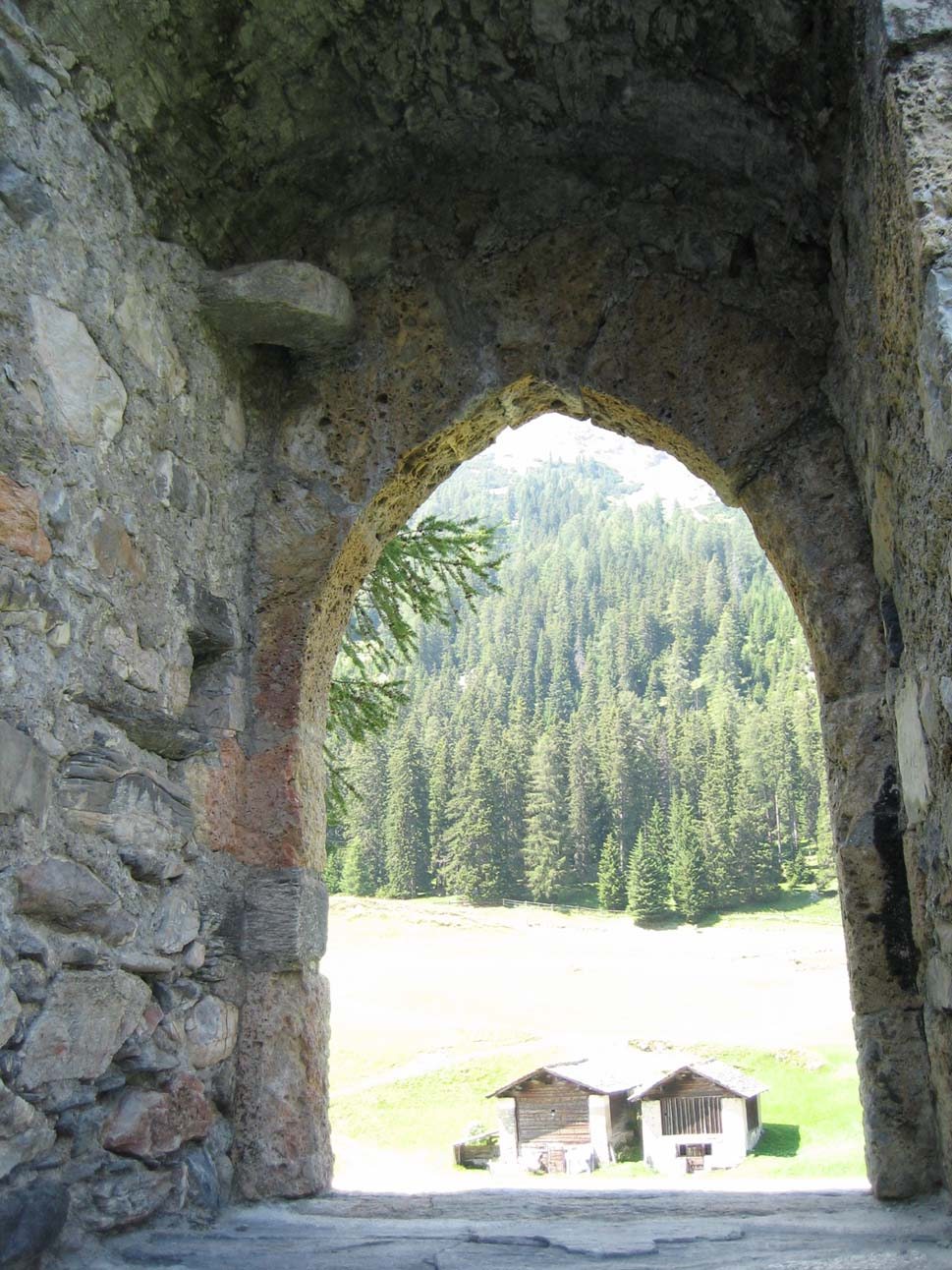
Hocheingang innen mit ausgehauenem Zapfenring

Erkennbar sind die Ruinen eines wehrhaften zweigeteilten bergfriedartigen Palas und eines Berings auf der Nordseite, der ehemaligen Strasse zugewandt. Die gut einen Meter starken Mauern sind noch auf drei Seiten erhalten, die talauswärts gerichtete Ostseite ist zerfallen. Die Ecksteine weisen einen deutlichen Kantenschlag auf. Eine noch ansatzweise erkennbare Mauer teilte die Anlage in eine östliche und eine westliche Hälfte.
Der Hocheingang mit gotischem spitzbogigem Portal mit Gewändsteinen aus Tuff liegt auf etwa vier Meter Höhe an der Nordseite und führte ins erste Obergeschoss. Balkenlöcher an der Aussenseite lassen erkennen, wie der Zugang erfolgte. Die Türflügel drehten sich in einem sorgfältig ausgehauenen Steinring und konnten mit einem Balken verriegelt werden.
In den unteren beiden Stockwerken lagen Keller- und Lagerräume, die nur durch schmale Fensterscharten erhellt wurden. Im westlichen Raum des dritten Geschosses lagen die Wohnräume, wie an den teilweise stark verwitterten Resten von Fenstern mit Sitznischen und Kaminfeuerstellen erkennbar ist. Ein Austritt führte auf einen kleinen Balkon oder Aborterker hinaus. Über die Dachform ist nichts bekannt. Die Küche lag im östlichen, weniger belichteten Teil.
Der nördliche Bering ist mit Schutt aufgefüllt. Denkbar ist, dass dort Ställe und Nebengebäude standen. Im verschwundenen östlichen Teil der Mauer lag vermutlich ein äusseres Tor.
Im Bereich der alten Strasse finden sich talaufwärts Spuren einer Letzi.

## Geschichte

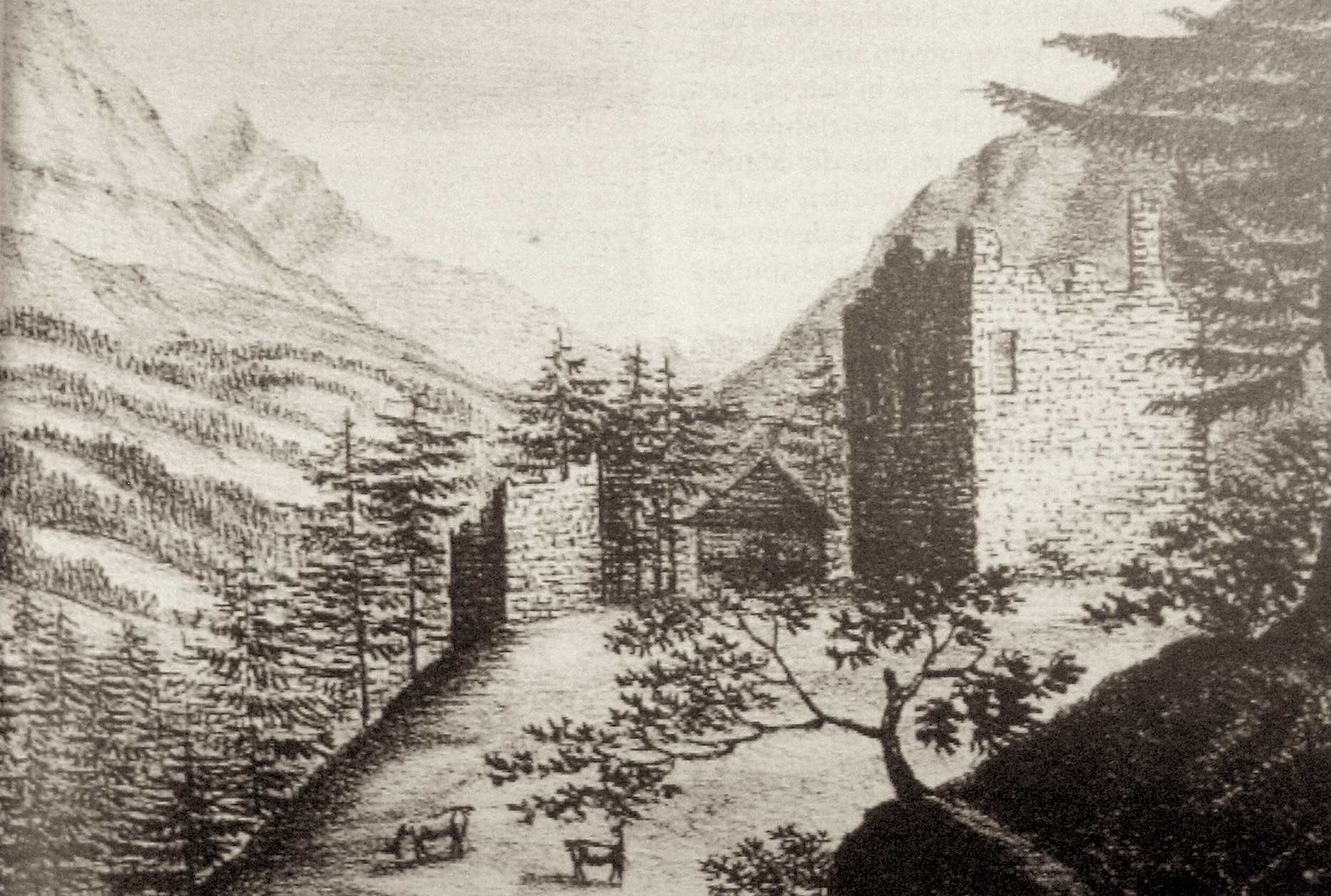
Zeichnung von Heinrich Kranek, um 1830, Blick talaufwärts

Vom Gebäudetyp her passt die Burg Splügen mit ihren Tür- und Fensterformen und den Gewändsteinen aus Tuff gut in die zweite Hälfte des 13. Jahrhunderts. Denkbar ist eine Bauzeit um 1275. In jener Zeit zählte das Tal des Rheinwalds zum Gebiet der Grafschaft Schams, das als Lehen des Bistums Chur in den Händen der Freiherren von Vaz und später der Grafen von Werdenberg lag. Die Freiherren von Sax-Misox versuchten, ihre Herrschaft vom Misox aus über den San Bernardino mit der Ansiedlung von Walsern voranzutreiben. 1274 stellten sie in Mesocco einer Gruppe von Walsern einen Schirmbrief aus.
Das Auftauchen von Walsern an der Grenze ihres Herrschaftsgebietes muss die Freiherren von Vaz alarmiert haben, versuchten sie doch ihrerseits ebenfalls, ihr Herrschaftsgebiet in den dünn besiedelten Tälern auszudehnen. 1277 traten die Walser unter den Schutz der Vazer. Daraus lässt sich annehmen, die Burg Splügen sei zuvor, zusammen mit der Letzi, um 1275 von den Freiherren von Vaz errichtet worden, um dem Vordringen der Misoxer einen Riegel zu schieben. Die Walser fühlten sich wohl unter der Herrschaft des Hauses Vaz sicherer als unter dem jenseits des Passes residierenden Freiherrn von Sax-Misox.
Mit dem Abwenden des Vorstosses der Misoxer und dem Ausbau der Walserkolonie verlor die Burg von Splügen ihre strategische Bedeutung. Für eine kurze Benutzungsdauer spricht auch die dürftige Quellenlage. Bereits 1308 ist in einem Verkaufsbrief nur noch von einem Burgstall und einem Gehöft die Rede: „an das Burggstal mit siner gewohnliche hoffraiti“.
Zu Beginn des 14. Jahrhunderts war die Burg also offenbar schon verfallen. 1462 verkaufte Jörg von Werdenberg dem Rheinwaldner Amman einen Zins „ab dem guot by der Burg“, womit wohl auch die ehemalige Burg Splügen gemeint war. Ob die Burg noch stand, wird nicht genannt.
Beim Verkauf des Rheinwalds durch Jörg von Werdenberg im Jahr 1493 an den Mailänder Heerführer Gian Giacomo Trivulzio, Herr von Sax-Misox, wird die Burg von Splügen nicht mehr genannt.